# Bernard Brigouleix
Pour les articles homonymes, voir Brigouleix.
Bernard Brigouleix, né le 16 juillet 1948 à Paris, est un journaliste et écrivain français.

## Biographie
Bernard Brigouleix, diplômé de l'Institut d'études politiques de Paris, commence sa carrière de journaliste en 1972 au journal Le Monde avant d'entrer à France Inter (service politique, interview du matin « Questions par A + B » avec Annette Ardisson), puis à Europe 1.
Il dirige ensuite le service de presse du Premier ministre Édouard Balladur de 1993 à 1995.
Il revient après cet épisode au groupe Lagardère comme conseiller du président, puis sur les ondes de BFM Radio et en 2004 sur RFI, où il exerce quelque temps la responsabilité de directeur de l'information.

## Œuvres
- L'Extrême droite en France, Intervalle/Fayolle, 1977  (ISBN 978-2-86221-006-3)
- Histoire indiscrète des années Balladur. Matignon durant la seconde cohabitation, Éditions Albin Michel, 1995  (ISBN 978-2-226-07924-4)
- Pour en finir avec l'Allemagne, Gallimard, 1998  (ISBN 978-2-07-074656-9)
- Le Grand Bazar : pendant la croisade, les affaires continuent avec Bruno Delamotte, Michalon, 2003  (ISBN 978-2-84186-188-0)
- CEE : Voyage en Eurocratie, Éditions Alain Moreau, 1986
- Les Allemands aujourd'hui, Balland, 1983
- Les Carnets secrets de Lionel Jospin, L'Archipel, 1998  (ISBN 978-2-7028-2085-8)
- 1961-1989, Berlin : les années du mur, Tallandier, 2001
- Ces Français qui ont fait l'Amérique, avec Michèle Gayral, Éditions du Rocher, 2008
- Le Mur de Berlin : petites et grande histoires, Alphée - Jean-Paul Bertrand, 2009  (ISBN 978-2-7538-0485-2)
- Mississippi : le roman fleuve de l'Amérique, avec Michèle Gayral, Éditions du Rocher, 2012  (ISBN 978-2-268-07448-1)